# Quảng Ngãi (provincie)
Quảng Ngãi este o provincie în Vietnam.

## Județ
- Quảng Ngãi
- Ba Tơ
- Bình Sơn
- Đức Phổ
- Minh Long
- Mộ Đức
- Nghĩa Hành
- Sơn Hà
- Sơn Tây
- Sơn Tịnh
- Tây Trà
- Tư Nghĩa
- Trà Bồng
- Lý Sơn

1. ↑   (PDF) https://monre.gov.vn/VanBan/Lists/VanBanChiDao/Attachments/3012/b4.3_Signed.pdf Lipsește sau este vid: |title= (ajutor)
2. ↑   https://www.gso.gov.vn/en/px-web/?pxid=E0201&theme=Population%20and%20Employment Lipsește sau este vid: |title= (ajutor)
3. ↑   https://mabuuchinh.vn/ Lipsește sau este vid: |title= (ajutor)
4. ↑   http://postcode.vn/ Lipsește sau este vid: |title= (ajutor)